# Hunt-Gletscher
Der Hunt-Gletscher ist ein vergleichsweise kurzer Kargletscher an der Scott-Küste des ostantarktischen Viktorialands. Er fließt nördlich des Dreikanter Head in den Granite Harbor.
Der Gletscher wurde von Teilnehmern der Nimrod-Expedition (1907–1909) unter der Leitung des britischen Polarforschers Ernest Shackleton entdeckt und nach dem australischen Meteorologen Henry Ambrose Hunt (1866–1946) benannt, der bei der Auswertung der wissenschaftlichen Daten der Nimrod-Expedition half.